# DUBUS
Das Magazin DUBUS ist eine vierteljährlich erscheinende internationale Zeitschrift, die sich den Belangen des Amateurfunks, im Besonderen dem Amateurfunk auf Frequenzen oberhalb 50 MHz widmet. Die Beiträge werden in englischer und deutscher Sprache publiziert. Erscheinungsort ist Hamburg.
DUBUS veröffentlicht neben den aktuellen Beiträgen zum Amateurfunkgeschehen (EME, DX, 50 MHz, Sporadic-E, Meteorscatter, Aurora, troposphärische Überreichweiten) Beiträge mit wissenschaftlicher Qualität. Die regelmäßige Auswertungen zu DX-Empfangserfolgen im 2-Meter-Band, die über einen Zeitraum von 50 Jahren geht, gilt als „weltweit wohl einzigartig.“

## Name
Der Name DUBUS ist ein Akronym der Begriffe:
- DX
- Ueberreichweiten
- Bau von Geräten
- UHF
- SHF

## Geschichte
DUBUS war zunächst die Bezeichnung einer Westberliner Gruppe von Funkamateuren, die sich 1971 gründete und sich dem experimentellen Charakter des Amateurfunks verpflichtet sah. Diese Gruppe gab zunächst ein Informationsblatt, die DUBUS-Informationen heraus, welches ursprünglich nur als Literaturübersicht gedacht war. Aus diesem Heft entwickelte sich bei steigender Auflage das Magazin DUBUS, welches anfänglich kostenlos an Interessenten abgegeben wurde. Bemerkenswert ist, dass Funkamateure aller Ostblockländer – mit Ausnahme der DDR – auf dem Verteiler standen. 1988 wurden Redaktion und Verlag zusammengefasst und die DUBUS-Verlagsgesellschaft gegründet, die Herstellung und Vertrieb übernahm. Die Auflage betrug 2900 Exemplare.